# Al-Muharraq (ciutat)
Al-Muharraq (àrab: المحرق, al-Muḥarraq, ‘Lloc de Cendres') és la segona ciutat de Bahrain i en fou la capital fins a 1923. Fou primer una municipalitat i després, des de 1984, una regió administrativa. El 7 de març del 2002 per decret llei 17, les regions foren substituïdes per governacions i les regions d'al-Muharraq i el d'al-Hadd foren unificades com una sola municipalitat dins la nova governació d'al-Muharraq.
La ciutat es troba al sud-oest de l'illa d'al-Muharraq a 5 km a l'oest d'al-Hadd l'altra ciutat important de l'illa. Properes hi ha les illes artificials de Amwaj, amb grans edificis, hotels i platges.
Hauria estat fundada per tribus àrabs al segle xix i fou centre comercial i de pesca de perles. Els Al Khalifa regnants només algun mes a l'estiu es desplaçaven a al-Manama i vivien quasi tot l'any a al-Muharraq. El 1905 Lorrimer establia la població de tota l'illa en 38.500 persones de les que unes 20.000 vivien a la població i 8000 a al-Hadd; els pescadors locals tenien uns 700 vaixells (300 dedicats al comerç de les perles) i 167 estaven a al-Hadd. El 1923 el xeic es va traslladar a al-Manama. El 1942 es va construir el pont que unia al-Manama i al-Muharraq. El 1971 va arribar a 38.000 habitants i el 1981 a 62.000.